# Championnat des îles Féroé de football 2016
Navigation
Saison précédente Saison suivante
La saison 2016 d'Effodeildin est la soixante-quatorzième édition de la première division féroïenne. Les dix clubs participants au championnat affrontent à trois reprises les neuf autres dans une série de matchs se déroulant sur toute l'année. En fin de saison, les deux derniers du classement sont relégués et remplacés par les deux meilleurs clubs de 1. deild, la deuxième division féroïenne.
Le championnat 2016 est remporté par le Víkingur Gøta remporte le premier titre de champion des îles Féroé de leur histoire, neuf ans après la fondation du club.

## Qualifications en coupe d'Europe
À l'issue de la saison, le champion se qualifie pour le 1er tour de qualification de la Ligue des champions 2017-2018.
Alors que le vainqueur de la Løgmanssteypið prend la première des trois places en Ligue Europa 2017-2018, les deux autres places reviennent au deuxième et au troisième du championnat.

## Participants
| \| AB B36 HB B68 ÍF KÍ NSÍ Skála TB Víkingur \| Localisation des clubs engagés dans le championnat. |
| AB B36 HB B68 ÍF KÍ NSÍ Skála TB Víkingur                                                           |

Légende des couleurs
- Premier tour de qualification de la Ligue des Champions 2016-2017
- Premier tour de qualification de la Ligue Europa 2016-2017
- Promu de 1. deild

| Club            | Ville        | Classement 2015 | Stade          | Capacité théorique |
| --------------- | ------------ | --------------- | -------------- | ------------------ |
| AB Argir        | Argir        | 8               | Skansi Arena   | 2 000              |
| B36 Tórshavn    | Tórshavn     | 1               | Gundadalur     | 5 000              |
| B68 Toftir      | Toftir       | 2 (D2)          | Svangaskarð    | 6 000              |
| HB Tórshavn     | Tórshavn     | 4               | Gundadalur     | 5 000              |
| ÍF Fuglafjørður | Fuglafjørður | 6               | Fløtugerði     | 3 000              |
| KÍ Klaksvík     | Klaksvík     | 5               | Við Djúpumýrar | 3 000              |
| NSÍ Runavík     | Runavík      | 2               | Við Løkin      | 2 000              |
| Skála ÍF        | Skála        | 1 (D2)          | Mýruhjalla     | 2 000              |
| TB Tvøroyri     | Tvøroyri     | 7               | Við Stórá      | 2 000              |
| Víkingur Gøta   | Norðragøta   | 3               | Sarpugerði     | 2 000              |

## Compétition
Le classement est établi sur le barème de points classique (victoire à 3 points, match nul à 1, défaite à 0).
Pour départager les égalités, on tient d'abord compte de la différence de buts générale, puis du nombre de buts marqués, puis des confrontations directes et enfin si la qualification ou la relégation est en jeu, les deux équipes jouent une rencontre d'appui sur terrain neutre.

### Classement
| Rang | Équipe          | Pts | J  | G  | N | P  | Bp | Bc | Diff |
| ---- | --------------- | --- | -- | -- | - | -- | -- | -- | ---- |
| 1    | Víkingur GøtaS  | 61  | 27 | 19 | 4 | 4  | 59 | 25 | +34  |
| 2    | KÍ KlaksvíkC    | 60  | 27 | 19 | 3 | 5  | 64 | 26 | +38  |
| 3    | NSÍ Runavík     | 55  | 27 | 18 | 1 | 8  | 60 | 36 | +24  |
| 4    | B36 TórshavnT   | 49  | 27 | 14 | 7 | 6  | 46 | 28 | +18  |
| 5    | HB Tórshavn     | 43  | 27 | 12 | 7 | 8  | 44 | 30 | +14  |
| 6    | ÍF Fuglafjørður | 32  | 27 | 9  | 5 | 13 | 42 | 59 | -17  |
| 7    | TB Tvøroyri     | 27  | 27 | 7  | 6 | 14 | 31 | 48 | -17  |
| 8    | Skála ÍFP       | 26  | 27 | 6  | 8 | 13 | 25 | 41 | -16  |
| 9    | AB Argir        | 18  | 27 | 4  | 6 | 17 | 31 | 49 | -18  |
| 10   | B68 ToftirP     | 7   | 27 | 0  | 7 | 20 | 20 | 80 | -60  |

Qualifications européennes
Ligue des champions 2017-2018
- 1er tour de qualification

Ligue Europa 2017-2018
- 1er tour de qualification

Relégation
- Relégation en 1. deild 2017

Abréviations
T : Tenant du titre

C : Vainqueur de la Coupe des îles Féroé 2016

S : Vainqueur de la Supercoupe des îles Féroé 2016

P : Promu de 1. deild 2015

### Résultats
| Résultats (▼dom., ►ext.) | AB  | B36 | B68 | HB  | ÍF  | KÍ  | NSÍ | SKÁ | TB  | VÍK | AB  | B36 | B68 | HB  | ÍF  | KÍ  | NSÍ | SKÁ | TB  | VÍK |
| AB Argir                 |     | 2-3 | 1-1 | 0-1 | 2-3 | 1-1 | 1-2 | 0-0 | 3-2 | 2-2 |     |     | 5-0 |     |     | 3-1 |     | 0-2 |     | 1-3 |
| B36 Tórshavn             | 2-1 |     | 3-1 | 3-2 | 4-1 | 0-1 | 3-1 | 1-1 | 0-0 | 0-2 | 2-1 |     |     | 2-2 | 4-1 |     | 2-0 |     | 5-2 |     |
| B68 Toftir               | 2-2 | 1-4 |     | 0-1 | 1-2 | 0-3 | 0-5 | 1-1 | 1-1 | 2-2 |     | 0-1 |     |     | 0-2 |     | 1-3 |     | 3-3 |     |
| HB Tórshavn              | 0-0 | 0-0 | 1-0 |     | 1-0 | 4-2 | 3-4 | 1-0 | 4-1 | 1-1 | 1-2 |     | 6-1 |     | 4-1 | 2-3 |     |     |     | 0-1 |
| ÍF Fuglafjørður          | 1-0 | 0-0 | 4-0 | 4-2 |     | 0-4 | 0-2 | 2-2 | 2-2 | 2-2 | 2-0 |     |     |     |     | 1-3 |     | 1-1 |     | 1-3 |
| KÍ Klaksvík              | 5-1 | 1-1 | 4-1 | 1-0 | 2-4 |     | 1-3 | 2-0 | 1-0 | 2-0 |     | 2-2 | 6-0 |     |     |     | 4-0 | 5-0 | 4-0 |     |
| NSÍ Runavík              | 2-1 | 2-1 | 2-1 | 1-2 | 6-1 | 2-0 |     | 2-0 | 2-1 | 1-3 | 4-1 |     |     | 0-0 | 7-1 |     |     | 1-0 |     | 4-2 |
| Skála ÍF                 | 1-0 | 1-0 | 0-0 | 0-3 | 1-0 | 0-1 | 0-2 |     | 5-1 | 1-3 |     | 0-2 | 5-1 | 2-2 |     |     |     |     | 0-1 |     |
| TB Tvøroyri              | 1-0 | 0-1 | 4-1 | 0-1 | 0-3 | 0-1 | 2-1 | 1-1 |     | 0-2 | 2-1 |     |     | 0-0 | 3-2 |     | 3-1 |     |     |     |
| Víkingur Gøta            | 3-0 | 1-0 | 4-0 | 1-0 | 3-1 | 0-2 | 2-0 | 4-1 | 2-1 |     |     | 2-0 | 5-1 |     |     | 1-2 |     | 4-0 | 1-0 |     |

## Statistiques

### Meilleurs buteurs
| Rang | Nom               | Équipe        | Buts |
| 1    | Klæmint Olsen     | NSÍ Runavík   | 23   |
| 2    | Páll Klettskarð   | KÍ Klaksvík   | 21   |
| 3    | Jóannes Bjartalíð | KÍ Klaksvík   | 17   |
| 4    | Sølvi Vatnhamar   | Víkingur Gøta | 14   |

## Bilan de la saison
| Championnat des îles Féroé de football 2016 |                           |
| Champion                                    | Víkingur Gøta (1er titre) |
| Coupes et trophées                          |                           |
| Vainqueur de la Coupe des îles Féroé 2016   | KÍ Klaksvík               |
| Qualifications continentales                |                           |
| Ligue des champions de l'UEFA 2017-2018     | Víkingur Gøta             |
| Ligue Europa 2017-2018                      | KÍ Klaksvík               |
| Ligue Europa 2017-2018                      | NSÍ Runavík               |
| Ligue Europa 2017-2018                      | B36 Tórshavn              |
| Promotions et relégations                   |                           |
| Promus en Effodeildin                       | EB/Streymur               |
| Promus en Effodeildin                       | 07 Vestur                 |
| Relégués en 1. deild                        | AB Argir                  |
| Relégués en 1. deild                        | B68 Toftir                |